# کلاین بونتسوو
کلاین بونتسوو (به آلمانی: Klein Bünzow) یک شهر و روستا در آلمان است که در فرپومرن-گرایفسوالد واقع شده‌است. کلاین بونتسوو ۷۱۱ نفر جمعیت دارد.